# 200 mètres féminin aux championnats du monde d'athlétisme 2003
Navigation
Edmonton 2001 Helsinki 2005
L'épreuve du 200 mètres féminin des championnats du monde d'athlétisme 2003 s'est déroulée du 26 au 28 août 2003 au Stade de France à Saint-Denis, en France. Elle est remportée par l'américaine Torri Edwards. Les deux 1er la russe Anastasia Kapachinskaya et l'Américaine Kelli White, initialement vainqueur de la finale, ont été  disqualifiées rétroactivement à la suite de sa mise en cause dans l'affaire Balco et par les analyses rétroactives.

## Finale
| Rang               | Athlète     | Pays                     | Temps   | Notes |
| ------------------ | ----------- | ------------------------ | ------- | ----- |
|                    | Russie      | Anastasiya Kapachinskaya | dq      | PB    |
| Médaille d'argent  | États-Unis  | Torri Edwards            | 22 s 47 |       |
| Médaille de bronze | France      | Muriel Hurtis            | 22 s 59 |       |
| 4                  | Ukraine     | Zhanna Block             | 22 s 92 |       |
| 5                  | Jamaïque    | Beverly McDonald         | 22 s 95 |       |
| 6                  | Biélorussie | Natallia Safronnikava    | 22 s 98 |       |
| 7                  | Ukraine     | Anzhela Kravchenko       | 23 s 00 |       |
| —                  | États-Unis  | Kelli White              | DQ      |       |

## Légende
Records et Performances
- AR : Record continental (area record)
- CR : Record des championnats (championship record)
- MR : Record du meeting (meet record)
- NR : Record national (national record)
- OR : Record olympique (olympic record)
- PR : Record paralympique (paralympic record)
- PB : Record personnel (personal best)
- SB : Meilleure performance personnelle de la saison (season's best)
- WL : Meilleure performance mondiale de l'année (world leader)
- WJR : Record du monde junior (world junior record)
- WR : Record du monde (world record)

Circonstances et Conditions
- DNF : N'a pas terminé (did not finish)
- DNS : N'a pas pris le départ (did not start)
- DQ : Disqualification (disqualification)
- NM : Aucun essai valable enregistré (No Mark)
- Q : Qualifié « directement » au prochain tour (ou à la prochaine compétition), lors d'une compétition majeure, grâce au classement ou à la réalisation des minima (automatic qualifier)
- q : Qualifié au prochain tour (ou à la prochaine compétition), lors d'une compétition majeure, grâce au repêchage ou à la réalisation de l'une des meilleures performances parmi celles des « non qualifiés directement » (grâce au meilleur temps ou à la meilleure distance par exemple) (secondary qualifier)